# Peter Hermann (Radsportler)
Peter Hermann (* 16. Oktober 1963 in Schaan) ist ein ehemaliger liechtensteinischer Radsportler.

## Biografie
Peter Hermann wurde 1980 Landesmeister von Liechtenstein und nahm an den Olympischen Sommerspielen 1988 in Seoul teil. Er nahm an den Bahnradsportdisziplinen 1000-Meter-Zeitfahren (21. Rang) und Punktefahren  (ausgeschieden) teil. Zudem nahm er auch am Straßenrennen teil und belegte den 54. Platz.
Peter ist der Bruder von Roman Hermann und Sigmund Hermann, die beide ebenfalls als Radsportler aktiv waren.